# Закотне
Зако́тне — село в Україні, у Новопсковській селищній громаді Старобільського району Луганської області. Населення становить 1269 осіб.

## Історія
У першій третині 18 століття Закотень була центром Закотнянської сотні Острогозького полку Слобідської України.
У 1748 р. село мало Миколаївську церкву. Священник Андрій Рудинський. Парафіяни: чол. 277, жін. 207.(рос.)
Село постраждало внаслідок геноциду українського народу, вчиненого урядом СРСР у 1932—1933 роках, кількість встановлених жертв — 317 людей.

## Пам'ятки

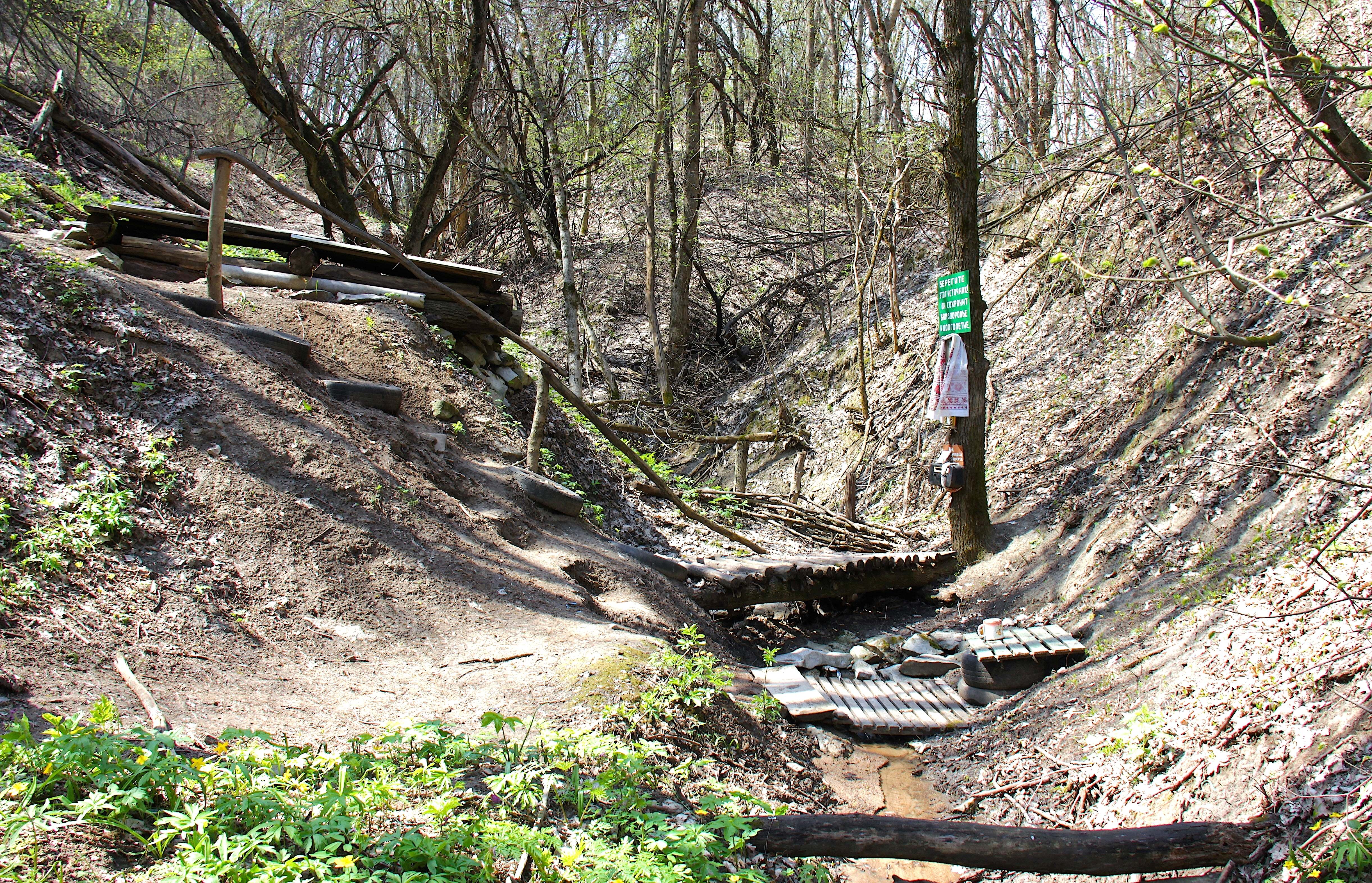
Пантелеймонова криниця

- Пантелеймонова криниця - гідрологічна пам’ятка природи місцевого значення.

Оголошена рішенням Луганської обласної ради № 23/16 від 04 березня 2014 року. Місце розташування: Новопсковський район, Закотненська сільська рада. Площа – 0,05 га.
- Ботанічний заказник «Крейдяні скелі»

Оголошений рішенням Луганської обласної ради від 25. 09. 2008 року №24/20. Площа 86.5884 га. Крейдяні скелі – геологічний пам’ятник природи місцевого значення, розташований біля села Закотне на території Закотненської сільської ради.
Ботанічний заказник входить до складу природно – заповідного фонду України, який охороняється як національне надбання і є складовою частиною світової системи природних територій та об’єктів, що перебувають під особливою охороною.
Біло – сірі скелі підіймаються над рівниною на висоту понад 25 метрів. Самі скелі та відкрита верхня частина крейди не має рослинності. На схилах скелі покриті сухостійною трав’янистою рослинністю.
Крейдяні скелі – наслідок відкладень останнього періоду мезозойської ери. Формування крейди проходило в теплих морських водах з різних організмів з вапняним кістяком.
- Біля села досліджено курганні поховання епохи пізньої бронзи.

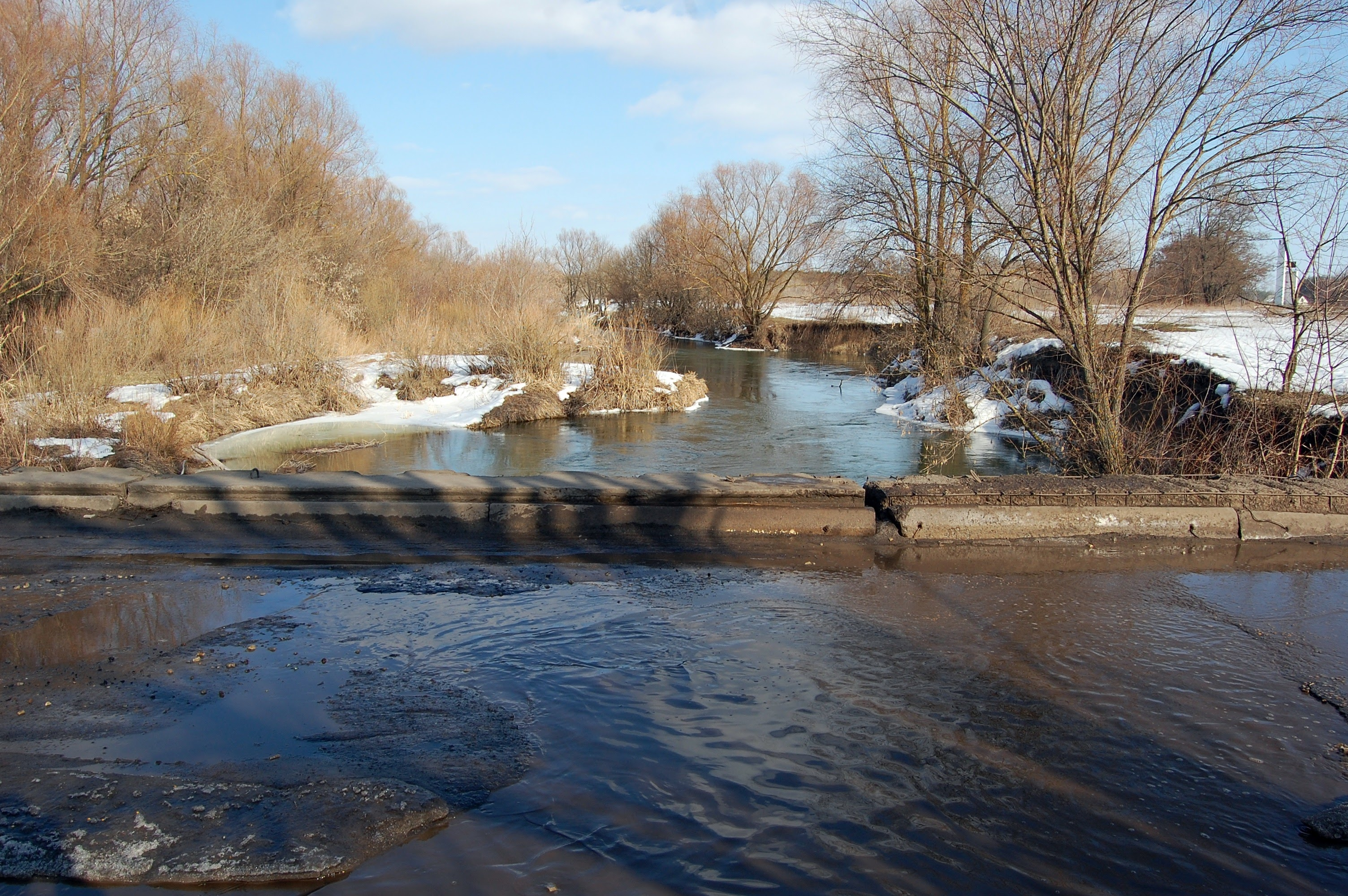
міст через Айдар
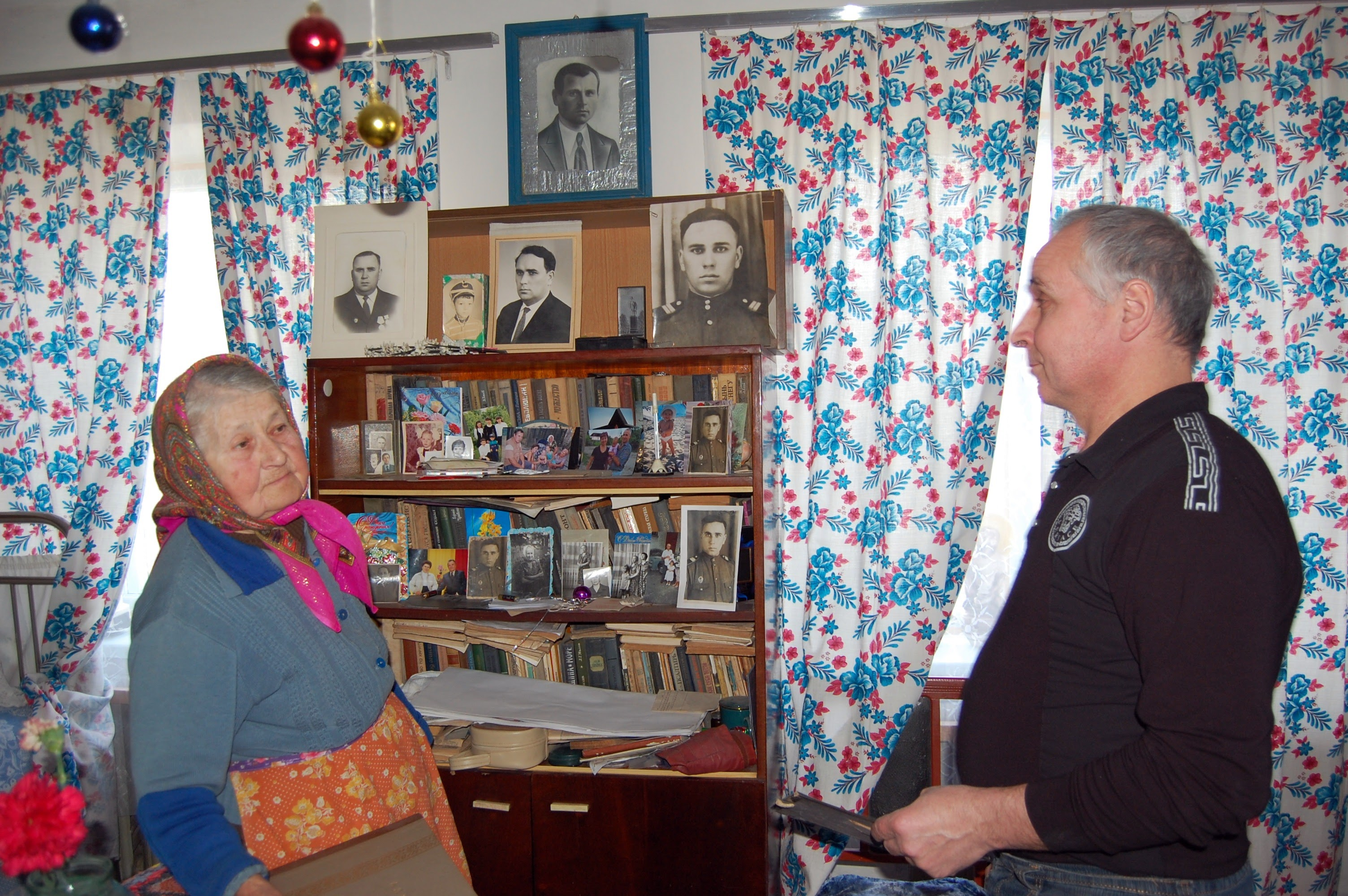
Родина Робочих 2011р.

## Також
- Перелік населених пунктів, що постраждали від Голодомору 1932-1933, Луганська область